# Jakub Zadzik

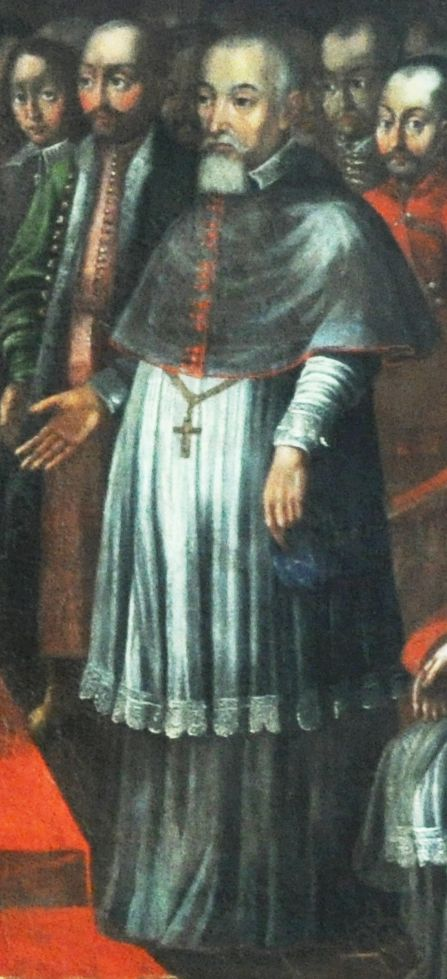
Jakub Zadzik – fragment plafonu Sąd nad arianami znajdującego się w Pałacu Biskupów Krakowskich w Kielcach

Jakub Zadzik herbu Korab (ur. 1582 w Drużbinie koło Sieradza, zm. 17 marca 1642 w Bodzentynie) –
biskup krakowski (od 17 września 1635), biskup chełmiński (od 1624), dziekan kapituły katedralnej poznańskiej w latach 1619–1630, kanclerz wielki koronny, podkanclerzy koronny, sekretarz wielki koronny od 1613 roku, regent kancelarii większej, prepozyt płockiej kapituły katedralnej w latach 1626–1635, dyplomata.
Jako senator wziął udział w sejmach: 1626, 1627, 1628, 1629 (I), 1629 (II). 1631, 1632 (II), 1632 (III), 1633, 1634, 1635 (I), 1635 (II), 1637 (I), 1637 (II), 1638, 1639, 1640 i 1641 roku).

## Życiorys

### Młodość i wykształcenie
Był najmłodszym z 12 dzieci Jakuba i Jadwigi z Borsów h. Dołęga (córki Jana Borsy z Ziwanic i Ewy z Romiszewskich z Romiszowic h. Jelita). Nauki pobierał w kolegium jezuitów w Kaliszu, na uniwersytecie w Krakowie oraz w Perugii i w Rzymie. Na uniwersytecie w Perugii uzyskał tytuł doktora obojga praw, a w Rzymie studiował teologię i tamże w 1604 przyjął święcenia kapłańskie. W 1606 został kanonikiem gnieźnieńskim, w 1608 krakowskim, w 1611 kanonikiem warszawskim, rok później włocławskim i w 1619 poznańskim.

### Początki kariery
Swoją karierę związał z kancelarią królewską. W 1608 przebywał ponownie w Rzymie i przez pewien czas zdobywał doświadczenie w kurii rzymskiej. Po powrocie do kraju pracował w kancelarii podkanclerzego Wawrzyńca Gembickiego, który w 1609 wyprawił Zadzika do Zygmunta III przebywającego pod Smoleńskiem. W 1612 ponownie brał udział w wyprawie moskiewskiej.

### Biskup chełmiński
W 1624, po śmierci Jana Kuczborskiego, otrzymał od króla nominację na biskupstwo chełmińskie, a 2 grudnia 1624 otrzymał prekonizację papieską. Z racji na szczupłe dochody płynące z tego biskupstwa otrzymał równolegle probostwo katedralne płockie i scholasterię łęczycką. Diecezję objął przez pełnomocnika 14 lutego 1625, sakrę biskupią przyjął 13 kwietnia w Warszawie, a 30 kwietnia odbył ingres do katedry w Chełmży. 10 kwietnia brał udział w sejmiku Prus Królewskich w Grudziądzu, na którym otrzymał indygenat pruski. Zajął się sprawami swojej diecezji w której stale rezydował aż do połowy 1627. Wydał nową ordynację dla Chełmna, a w 1627 rozpoczął rozbudowę zamku biskupiego w Lubawie. Po wybuchu wojny ze Szwecją wydał polecenie rozpoczęcia modlitw o pokój. W związku z nominacją kanclerską, w późniejszym okresie rzadko przebywał w diecezji. Na synodzie prowincjalnym w Piotrkowie zastąpił go kanonik Walenty Szczawiński. Po zakończeniu wojny ze Szwecją nakazał powrócić do diecezji wszystkim duchownym, którzy ją opuścili podczas wojny. 8 listopada 1630 ustanowił kanonikat doktorski w kapitule katedralnej chełmińskiej. W 1631 erygował w Grudziądzu klasztor benedyktynek. Był członkiem konfederacji generalnej zawiązanej 16 lipca 1632 roku. Był elektorem Władysława IV Wazy z województwa chełmińskiego w 1632 roku, podpisał jego pacta conventa. W 1634, podczas pobytu w Toruniu upominał się o prawa katolików zamieszkujących to miasto.

### Kanclerz i dyplomata
Podczas wojny polsko-szwedzkiej został na sejmie warszawskim 18 listopada 1627 mianowany podkanclerzym, 10 sierpnia 1628 r. kanclerzem wielkim koronnym. Był znakomitym dyplomatą orientującym się tak w polityce zagranicznej, jak i kwestiach polityki wewnętrznej. Był zdecydowanym zwolennikiem zawarcia pokoju ze Szwecją oraz reform skarbowych. Stał na czele delegacji negocjującej rozejm ze Szwecją w 1629. Na sejmie w 1631 domagał się militarnego zabezpieczenia Prus Królewskich. W 1632 brał udział w elekcji Władysława IV oraz w jego koronacji. Jako pełnomocnik królewski negocjował i podpisał w 1634. pokój polanowski z Rosją. Następnie prowadził pertraktacje ze Szwedami zakończone w 1635 r. 26-letnim rozejmem w Sztumdorfie. W związku z nominacją na biskupstwo krakowskie 29 listopada 1635 złożył urząd kanclerski.

### Biskup krakowski
Nominację królewską na biskupstwo krakowskie otrzymał 26 lutego 1635, a prowizję papieską 17 września 1635. Diecezję objął w posiadanie przez pełnomocnika 30 października 1635, a ingres do katedry wawelskiej odbył 2 lutego 1636. Uwolniony od zajęć państwowych zajął się działalnością duszpasterską i gospodarczą w diecezji. W Krakowie ufundował i uposażył kościół pw. św Józefa z klasztorem Bernardynek, gdzie pierwszą przełożoną była siostra biskupa Teresa Zadzikówna. Jako biskup swoimi działaniami i stanowczą postawą doprowadził do wszczęcia procesu, a następnie do wydania wyroku (1638), który zlikwidował Akademię Rakowską braci polskich. Z jego inicjatywy zbudowano w Kielcach pałac biskupi, a w katedrze wawelskiej wyremontowano kaplicę św Jana Chrzciciela, gdzie został pochowany. W 1638 odmówił przyjęcia nominacji na arcybiskupa gnieźnieńskiego.